# Pandora muscivora
Pandora muscivora är en svampart som först beskrevs av Joseph Schröter, och fick sitt nu gällande namn av S. Keller 2005. Pandora muscivora ingår i släktet Pandora och familjen Entomophthoraceae.   Inga underarter finns listade i Catalogue of Life.